# Ralph Plaisted
Ralph Plaisted (30 septembre 1927 - 8 septembre 2008) était un aventurier américain, qui organisa la première expédition à atteindre le Pôle Nord par voie terrestre depuis Robert Peary (1909) et Frederick Cook en 1908. Vendeur d'assurances du Minnesota, il était un grand amateur de plein-air et de motoneige.

## Expéditions
Plaisted achète sa première motoneige en 1964 et fut immédiatement séduit. Il était impressionné de sa robustesse et durabilité. Il partit le 28 janvier 1965 de Ely, au Minnesota, et se rendit sans interruption Saint-Paul en 13 heures et 52 minutes, établissant un record de distance et temps pour un déplacement sur neige. 
Lors d'une discussion avec un ami à propos de la robustesse des motoneiges, il décida que la meilleure façon de le prouver serait une expédition polaire. En 1966, il obtint la permission du gouvernement canadien pour tenter d'atteindre le Pôle à partir de Eureka au Nunavut. En avril 1967, son expédition partit avec dix motoneiges Ski-Doo fournies par Bombardier mais ne put atteindre que 83° 50′ nord, soit environ 600 km de son but, à cause des conditions météorologiques,. 
L'année suivante, il tenta à nouveau sa chance avec de nouvelles motoneiges plus puissantes, des Ski-Doo SUPER Olympique 300 cm3, ayant une traction améliorée grâce à l’insertion de crampons de fer à l’intérieur des chenilles de caoutchouc pour assurer une meilleure traction sur la glace. Plaisted est commandité par Bombardier, le réseau de télévision américain CBS, l'armée canadienne et plusieurs autres structures canadiennes et américaines. Il choisit ses coéquipiers en fonction de leurs spécialités dont Gerry Pitzl (navigateur), Walt Pederson (ingénieur mécanique) et Jean-Luc Bombardier, neveu de Joseph-Armand Bombardier (technicien et éclaireur). 
Ils s'envolent de Montréal vers l'île de Ward Hunt, juste au nord de l'Île d'Ellesmere, soit un point plus au nord que son départ précédent. Ils partent donc sur les glaces de l'Océan Arctique le 7 mars 1968. Ils doivent affronter des froids extrêmes, des crêtes de glace de plus de 12 mètres de hauteur et des crevasses qu'ils doivent contourner. Ils arrivent finalement à leur but le 19 avril à 15 h, après un périple de 1 330 kilomètres. Un avion de la US Air Force les survole et confirme leur position. Plaisted affirme même que son expédition est la première à atteindre vraiment le Pôle Nord par la voie terrestre vu les doutes sur la position atteinte lors des voyages de Peary et Cook.